# Steak and kidney pie
El steak and kidney pie es una especie de pastel muy popular en la cocina británica que lleva en su interior pedazos pequeños de carne de ternera y sus riñones con una salsa, todo ello cocinado al horno hasta que la masa exterior endurece. Es un plato que se sirve caliente y se considera un entrante habitual en los pubs del Reino Unido (forma parte del pub grub).

## Características

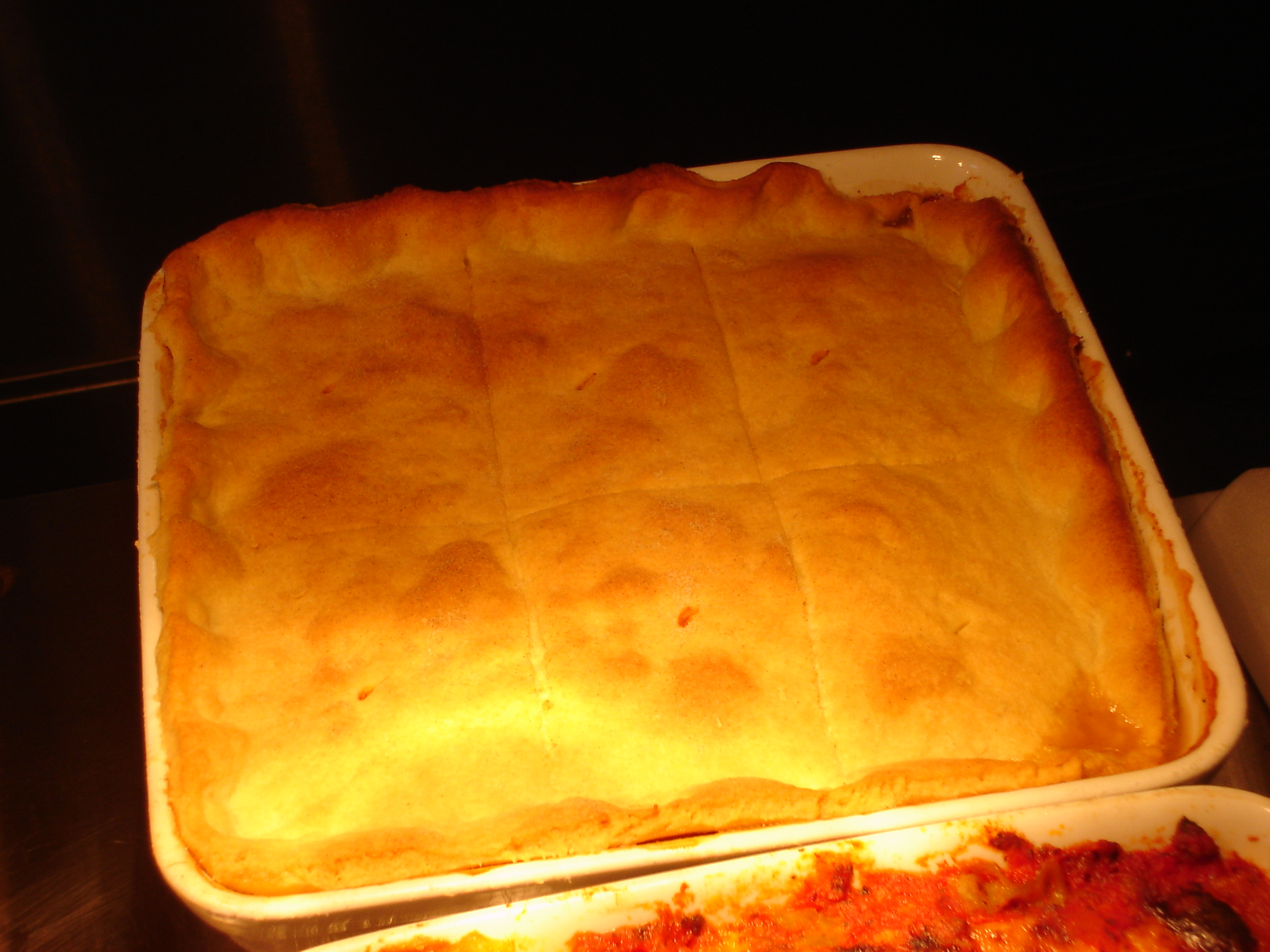
Steak and kidney pie.

La carne de buey empleada en la elaboración de este plato suele ser de tapilla o de espadilla. Suele picarse no muy fina junto a los riñones de ternera. Al relleno del pastel suele añadírsele papas en rodajas, perejil cortado fino, pimienta negra y caldo de carne. La masa que se emplea para la corteza suele llevar harina, maicena o beurre manié. Un kilo de pie suele necesitar una hora de horno (a una temperatura de 120 °C).
A pesar de ser una comida artesanal, actualmente pueden encontrarse en los supermercados variantes ya preparadas y listas para meter en el horno.

## Variantes
Una variante es el steak and kidney pudding, que tiene un contenido cárnico similar pero se cocina de diferentes formas.